# Сайид, Махмуд Ахмед
Махмуд Ахмед Аль-Сайид Аль-Мударрес (араб. محمود أحمد السيد‎;
14 марта 1903, Багдад — 10 декабря 1937, Каир) — иракский арабский писатель
, публицист, журналист, переводчик и редактор. Считается пионером арабского романа, основоположником жанра рассказа в иракской литературе.

## Биография
Родился и вырос в религиозной семье. Его отец служил в мечети Аль-Хайдархана и имамом мечети шейха Абдул Кадира Аль-Килани, дед также был священнослужителем. Окончил в Королевскую школу, в 1918 году получил высшее религиозное образование, изучал французскую, русскую и турецкую литературу. Испытал влияние идей панарабизма.
Был назначен на работу в Департамент ирригации, но вскоре оставил её и через несколько месяцев отправился в Индию в 1919 году, где провёл год.
В июле 1920 года вернулся в Багдад стал писать для газет «Аль-Шарк», «Аль-Ирак», «Аль-Алам аль-Араби», «Аль-Истикляль» и др. Печатался с начала 1920-х годов.
В декабре 1920 г. был назначен сотрудником Министерства внутренних дел. В ноябре 1923 г. занял должность главного редактора издательства «Дивания».
В духе реализма описывал жизнь феллахов, бедуинов и горожан. Во многом автобиографическая повесть «Джаляль Халед» (1928), была написанная им под воздействием Антибританского восстания в Ираке 1920 года и посвящёна судьбе молодой иракской интеллигенции, пронизана патриотическим и антиколониальным пафосом.
Заболел неизлечимой болезнью и отправился на лечение в Каир, где и умер 10 декабря 1937 года.

## Избранные сочинения
- Повести «Ради женитьбы» (1921),
- «Участь слабых» (1922),
- «Джаляль Халед» (1928),
- «Предвестники» (1929),
- «Час времени» (1935).
- Рассказы.